# Brenda Bruce
Brenda Bruce OBE, född 7 juli 1918 i Manchester, Lancashire, död 19 februari 1996 i London, var en brittisk skådespelerska.

## Rollista i urval
- 1958 – Brott och skratt
- 1960 – Peeping Tom – en smygtittare
- 1977 – Mannen med järnmasken
- 1984 – Damturken
- 1986 – David Copperfield (TV-serie)
- 1987 – Doctor Who (TV-serie)
- 1987 – Little Dorrit
- 1990 – Jeeves och Wooster (TV-serie)
- 1991 – Decemberbrud
- 1991 – Parlamentets svarta får (TV-serie)
- 1993 – Flickan och påfåglarna (TV-film)
- 1993 – Ursäkta, var är arvet?